# İlandağ
İlandağ är ett berg i Azerbajdzjan.   Det ligger i distriktet Nachitjevan, i den sydvästra delen av landet, 400 km väster om huvudstaden Baku. Toppen på İlandağ är 2 415 meter över havet, eller 1 054 meter över den omgivande terrängen. Bredden vid basen är 4,9 km.
Terrängen runt İlandağ är huvudsakligen kuperad. Närmaste större samhälle är Ərəzin, 11,8 km väster om İlandağ. 
Trakten runt İlandağ består i huvudsak av gräsmarker. Runt İlandağ är det ganska glesbefolkat, med 27 invånare per kvadratkilometer.